# 음악 고고학
음악 고고학(Music archaeology)은 음악학과 고고학을 결합한 학제간 연구 분야이다. 수많은 문화권의 음악을 포함하기 때문에 민족음악학의 한 부분으로 종종 여겨지며, 음악 고고학을 연구하는 연구반은 고고학 내에서가 아니라 민속 음악 단체에서 처음 등장했다.

## 같이 보기
- 고고음향학
- 선사 음악
- 고대 음악
- 고대 그리스의 음악
- 고대 로마의 음악
- 음악의 역사